# Vladimir Herzog
Vladimir Herzog, nascido Vlado Herzog (Osijek, Reino da Iugoslávia, 27 de junho de 1937 – São Paulo, 25 de outubro de 1975), foi um jornalista, professor e dramaturgo brasileiro.
Naturalizado brasileiro, Vladimir também tinha paixão pela fotografia, atividade que exercia por conta de seus projetos com o cinema. Passou a assinar "Vladimir" por considerar que seu nome soasse exótico para os brasileiros. Na década de 1970, assumiu a direção do departamento de telejornalismo da TV Cultura e também foi professor de jornalismo na Escola de Comunicações e Artes (ECA) da Universidade de São Paulo (USP).
O nome de Vladimir tornou-se central no movimento pela restauração da democracia no país após 1964. Militante do Partido Comunista Brasileiro, foi torturado e assassinado pelo regime militar brasileiro durante a ditadura nas instalações do DOI-CODI, no quartel-general do II Exército, no município de São Paulo, após ter se apresentado voluntariamente ao órgão para "prestar esclarecimentos" sobre suas ligações com o Partido Comunista Brasileiro (PCB).

## Biografia

### Primeiros anos
Herzog nasceu na cidade de Osijek, em 1937, na então Iugoslávia (atual Croácia), filho do casal de origem judaica Zigmund Herzog e Zora Wolner. Durante a Segunda Guerra Mundial, para escapar do antissemitismo praticado pelo estado fantoche da Croácia, então controlado pela Alemanha Nazista, que ocupava a Iugoslávia desde 1941, o casal fugiu primeiramente para a Itália e viveram no país clandestinamente, decidindo depois emigrar com o filho para o Brasil, terminado o conflito.

### Educação e carreira

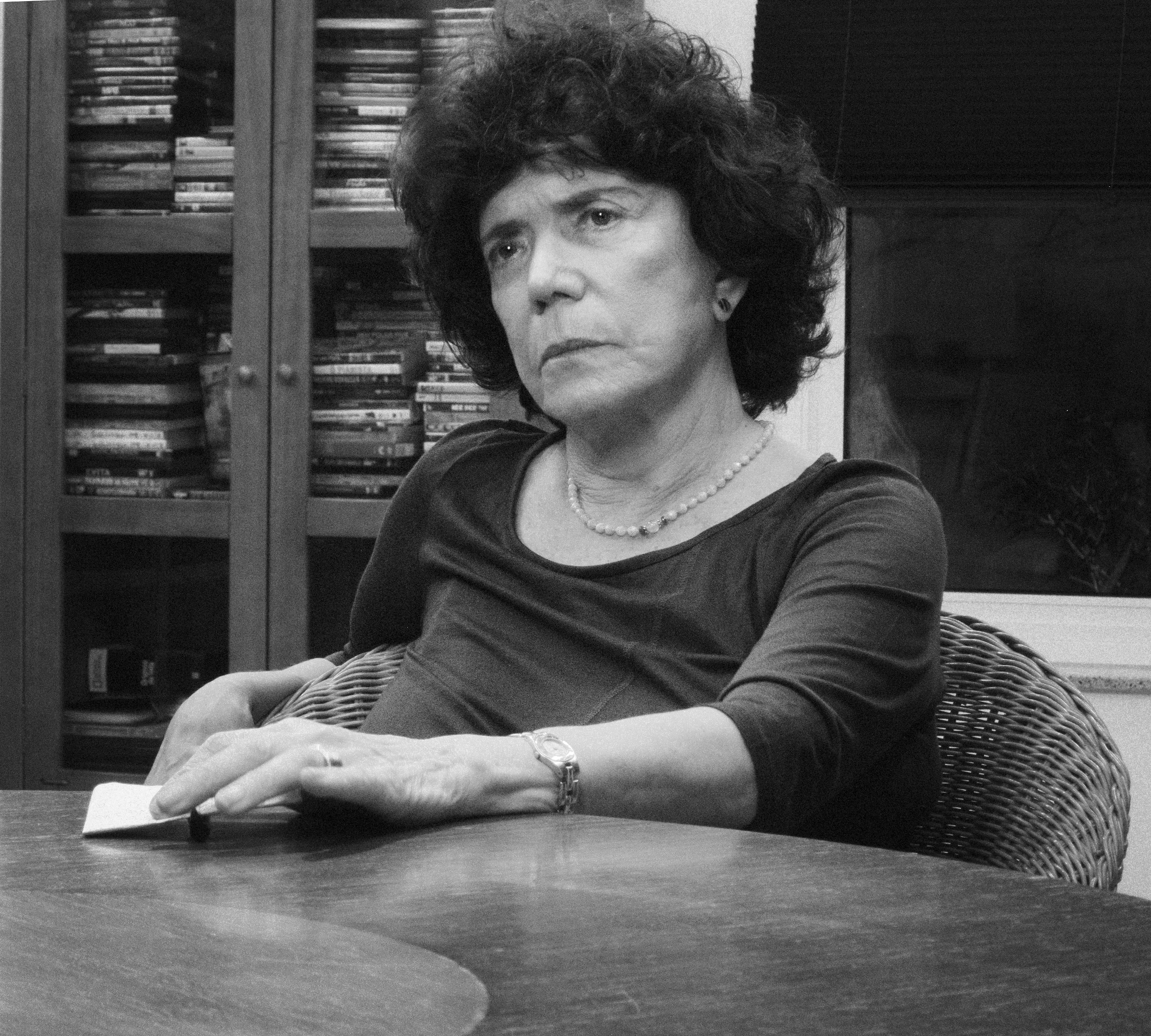
Sua esposa Clarice Herzog

Herzog se formou em Filosofia pela Universidade de São Paulo, em 1959. Depois de formado, trabalhou em importantes órgãos de imprensa no Brasil, como O Estado de S. Paulo. Nessa época, passou a assinar "Vladimir", em vez de "Vlado", por acreditar que seu nome verdadeiro soaria um tanto exótico no Brasil. Vladimir também trabalhou por três anos na BBC de Londres.
Na década de 1970, assumiu a direção do departamento de telejornalismo da TV Cultura, de São Paulo. Também foi professor de jornalismo na Escola de Comunicações e Artes da USP. Na mesma época, envolvido com intelectuais do teatro, também atuou como dramaturgo. Mais tarde, Vladimir, que foi vinculado do Partido Comunista Brasileiro, passou a atuar politicamente no movimento de resistência contra a ditadura militar.

## Prisão e morte

### Contexto
Em 1974, o general Ernesto Geisel tomou posse da Presidência da República com um discurso de abertura política (na época chamado de "distensão"), o que na prática significaria a diminuição da censura, investigar as denúncias de torturas e dar maior participação aos civis no governo. Todavia, o governo enfrentava dois infortúnios: a derrota nas eleições parlamentares e a crise do petróleo. Além disso, o general Ednardo D'Ávila Mello, comandante do II Exército, fazia afirmações de que os comunistas estariam infiltrados no governo de São Paulo, na época chefiado por Paulo Egydio Martins, o que criou uma certa tensão entre estes. Nesse cenário, a linha dura sentiu-se ameaçada, e em 1975 a repressão continuava forte. O Centro de Informações do Exército (CIE) se voltou essencialmente contra o Partido Comunista Brasileiro, do qual Herzog era militante, mas não desenvolvia atividades clandestinas. Através do jornalista Paulo Markun, Herzog chegou a ser informado que seria preso, mas não fugiu.

### Prisão
Em 24 de outubro de 1975, época em que Herzog já era diretor de jornalismo da TV Cultura, após campanha contra a sua gestão, levada a cabo na Assembleia Legislativa de São Paulo pelos deputados Wadih Helu e José Maria Marin, pertencentes ao partido de sustentação do regime militar, a ARENA, agentes do II Exército convocaram Vladimir para prestar depoimento sobre as ligações que ele mantinha com o Partido Comunista Brasileiro, partido que atuava na ilegalidade durante o regime militar. No dia seguinte, Herzog compareceu espontaneamente ao DOI-CODI. Ele ficou preso com mais dois jornalistas, George Benigno Jatahy Duque Estrada e Rodolfo Oswaldo Konder. Pela manhã, Vlado negou qualquer ligação ao PCB. A partir daí, os outros dois jornalistas foram levados para um corredor, de onde puderam escutar uma ordem para que se trouxesse a máquina de choques elétricos. Para abafar o som da tortura, um rádio com som alto foi ligado. Posteriormente, Konder foi obrigado a assinar um documento no qual ele afirmava ter aliciado Vlado "para entrar no PCB e listava outras pessoas que integrariam o partido." Logo, Konder foi levado à tortura, e Vlado não mais foi visto com vida.

### Morte

Foto de Vladimir Herzog morto no DOI-CODI de São Paulo, tirada por Silvaldo Leung Vieira

O Serviço Nacional de Informações recebeu uma mensagem em Brasília de que naquele dia 25 de outubro: "cerca de 15h, o jornalista Vladimir Herzog suicidou-se no DOI/CODI/II Exército". Na época, era comum que o governo militar divulgasse que as vítimas de suas torturas e assassinatos haviam perecido por "suicídio", fuga ou atropelamento, o que gerou comentários irônicos de que Herzog e outras vítimas haviam sido "suicidados" pela ditadura. O jornalista Elio Gaspari comenta que "suicídios desse tipo são possíveis, porém raros. No porão da ditadura, tornaram-se comuns, maioria até."
Conforme o Laudo de Encontro de Cadáver expedido pela Polícia Técnica de São Paulo, Herzog se enforcara com uma tira de pano - a "cinta do macacão que o preso usava" - amarrada a uma grade a 1,63 metro de altura. Ocorre que o macacão dos prisioneiros do DOI-CODI não tinha cinto, o qual era retirado, juntamente com os cordões dos sapatos, segundo a praxe naquele órgão. No laudo, foram anexadas fotos que mostravam os pés do prisioneiro tocando o chão, com os joelhos fletidos - posição em que o enforcamento era impossível. Foi também constatada a existência de duas marcas no pescoço, típicas de estrangulamento.
Vladimir era judeu, e a tradição judaica manda que suicidas sejam sepultados em local separado. Mas quando os membros da Chevra kadisha – responsáveis pela preparação dos corpos dos mortos segundo os preceitos do judaísmo – preparavam o corpo para o funeral, o rabino Henry Sobel, líder da comunidade, viu as marcas da tortura. "Vi o corpo de Herzog. Não havia dúvidas de que ele tinha sido torturado e assassinado", declarou. Assim, foi decidido que Vlado seria enterrado no centro do Cemitério Israelita do Butantã, o que significava desmentir publicamente a versão oficial de suicídio. As notícias sobre a morte de Vlado se espalharam, atropelando a censura à imprensa então vigente. Sobel diria mais tarde: "O assassinato de Herzog foi o catalisador da volta da democracia".
Anos depois, em outubro de 1978, o juiz federal Márcio Moraes, em sentença histórica, responsabilizou o governo federal pela morte de Herzog e pediu a apuração da sua autoria e das condições em que ocorrera. Entretanto nada foi feito. Em 24 de setembro de 2012, o registro de óbito de Vladimir Herzog foi retificado, passando a constar que a "morte decorreu de lesões e maus-tratos sofridos em dependência do II Exército – SP (Doi-Codi)", conforme havia sido solicitado pela Comissão Nacional da Verdade. Em 2018, a Corte Interamericana de Direitos Humanos condenou o Brasil por negligência na investigação do assassinato do jornalista.

## Ato inter-religioso

Missa em homenagem a Vladimir Herzog reuniu 8 mil pessoas na Praça da Sé, em São Paulo, no dia 31 de outubro de 1975

Depois do Ato Institucional n° 5, de 13 de dezembro de 1968, o ato inter-religioso pela morte de Vladimir Herzog foi a primeira grande manifestação de protesto da sociedade civil contra as práticas da ditadura militar. Reuniu milhares de pessoas dentro e fora da Catedral da Sé, na cidade de São Paulo, entre elas figuras conhecidas, artistas e intelectuais, como o filósofo francês Michel Foucault, cujas aulas na FFLCH da USP tiveram de ser interrompidas. O assassinato colocara uma grande questão religiosa. Os judeus não enterram suicidados dentro de seu cemitério, mas fora dele. Assim o enterro de Herzog, dentro do cemitério Israelita, e a respectiva cerimônia se tornaram atos contra o regime militar.
O então secretário de Segurança Estadual Erasmo Dias bloqueou a cidade inteira com barreiras policiais, impedindo o acesso à Catedral e o trânsito na cidade, mesmo assim as pessoas desceram de seus ônibus e automóveis e se dirigiram a pé até a catedral, no centro da cidade. A própria Praça da Sé, situada em frente a catedral, se encontrava totalmente tomada por policiais, seus cavalos e cachorros, que iam até praticamente a calçada da rua que separa as escadarias da Sé. Apesar da repressão a missa ocorreu silenciosamente até o seu final com cerca de oito mil pessoas em seu interior, e milhares na escadaria que gritando slogans pela volta da democracia. Ao final carros sem placa atiraram bombas de gás lacrimogênio contra os participantes que tentavam sair da Catedral em passeata, dispersando o movimento (Celso Lungareti, "Vladimir Herzog é assassinado: o Brasil repudia o DOI-CODI".)
- Registra ainda Celso Miranda em Vladimir Herzog: Mataram o Vlado de 01/10/2005 00h00[ligação inativa]

| “ | Nas ruas de São Paulo, o clima era outro. Ainda na segunda-feira, cerca de 30 mil estudantes da USP, PUC e Fundação Getúlio Vargas entraram em greve. A garotada queria marchar pela cidade, mas aguardava a reunião com os jornalistas. Juntos, aprovaram a realização de um ato religioso pela memória de Vlado na sexta, dia 31. O cardeal Arns tomou a iniciativa: ofereceu a catedral da Sé e disse que estaria lá. (...) No dia seguinte, o povo estava na rua e (com a missa) fazia a primeira manifestação contra a ditadura após o AI-5. Um pouco antes da hora do culto, dois secretários do governador Paulo Egydio Martins ainda procuraram o arcebispo de São Paulo e lhe pediram para cancelar o evento. “Fui informado que existiriam mais de 500 policiais na praça com ordem de atirar ao primeiro grito. Se houvesse protestos, eles metralhariam a população”, lembra dom Paulo. A estratégia dos manifestantes era chegar à praça em pequenos grupos, evitando aglomerações. Cerca de 8 mil pessoas se espalharam pelas escadarias da Sé. As que conseguiram entrar viram o cardeal, o rabino Henry Sobel e mais 20 sacerdotes, entre eles dom Helder Câmara, arcebispo de Olinda e Recife. “Ninguém toca impunemente no homem, que nasceu do coração de Deus para ser fonte de amor”, disse dom Paulo. “Nas minhas dores, ó Senhor, fica ao meu lado”, respondeu a audiência. Vladimir Herzog: Mataram o Vlado de 01/10/2005 | ” |

### Pós-morte

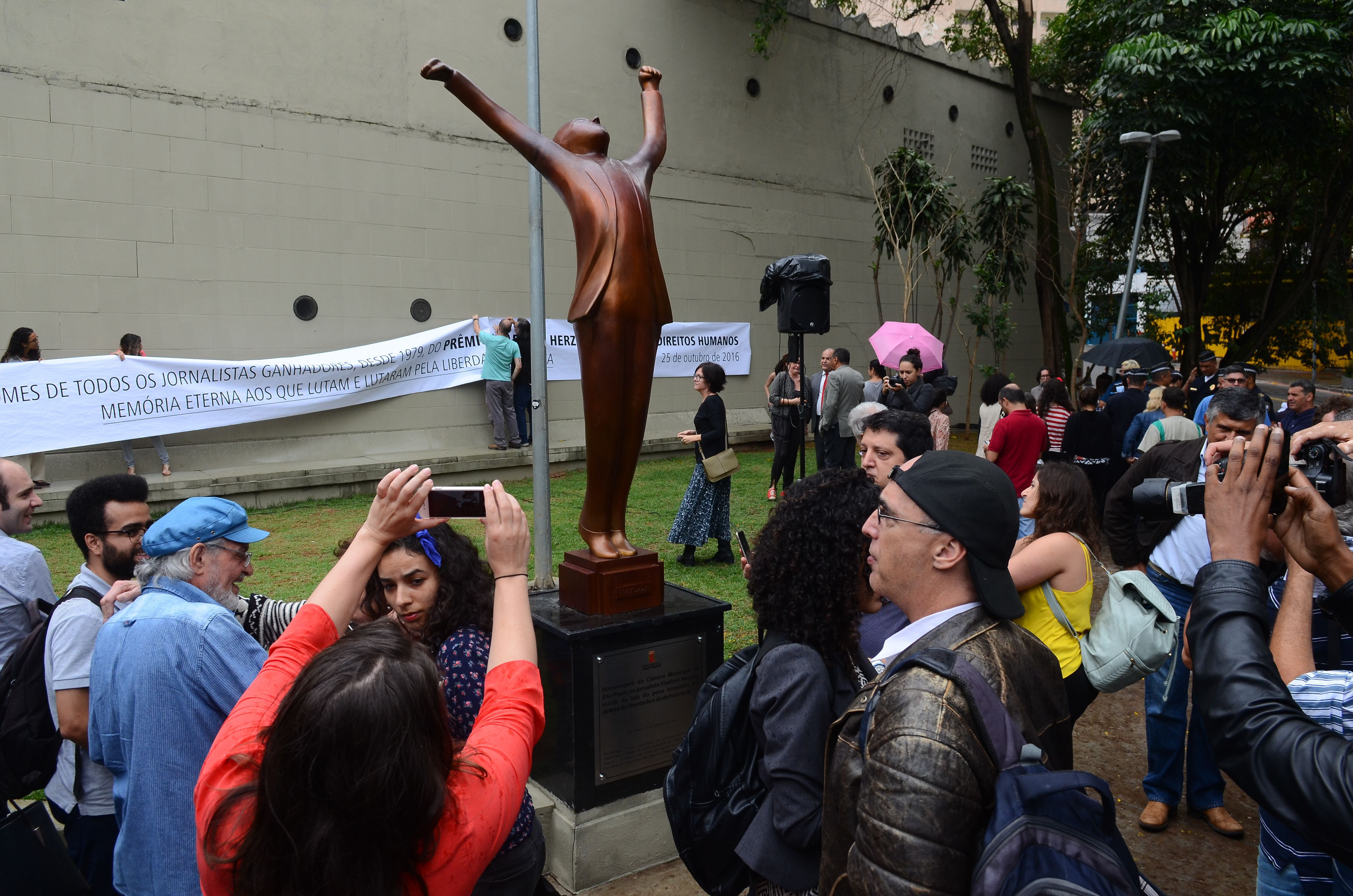
Inauguração pela Câmara Municipal de São Paulo de estátua homenageando Herzog, em 2016

Gerando uma onda de protestos de toda a imprensa mundial, mobilizando e iniciando um processo internacional em prol dos direitos humanos na América Latina, em especial no Brasil, a morte de Herzog impulsionou fortemente o movimento pelo fim da ditadura militar brasileira. Após a morte de Herzog, grupos intelectuais, agindo em jornais e grupos de atores, no teatro, como também o povo, nas ruas, entre outros, se empenharam na resistência contra a ditadura do Brasil. Diante da agonia de saber se Herzog havia se suicidado ou se havia sido morto pelo Estado, criaram-se comportamentos e atitudes sociais de revolução. Em 1976, por exemplo, Gianfrancesco Guarnieri escreveu Ponto de Partida, espetáculo teatral que tinha o objetivo de mostrar a dor e a indignação da sociedade brasileira diante do ocorrido. Segundo o próprio Guarnieri:

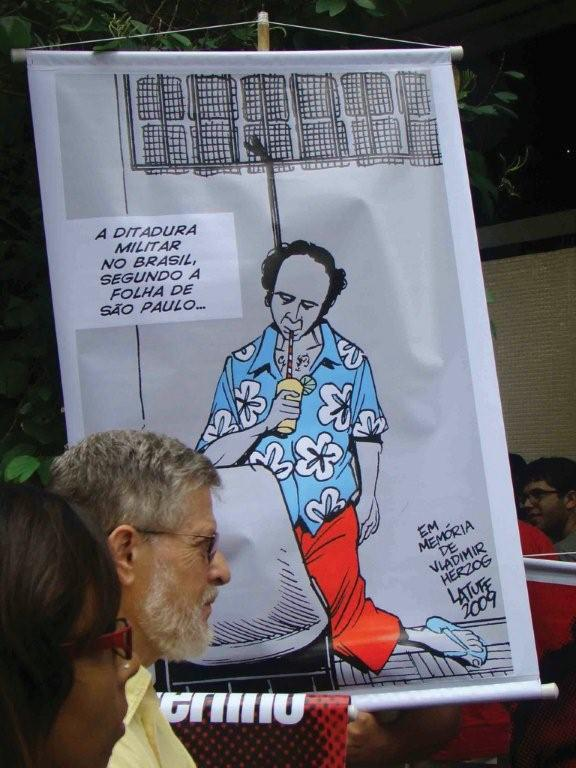
Manifestantes portam cartaz de Latuff contra editorial da Folha de S.Paulo, que chamou a ditadura militar de "ditabranda".

Vladimir era casado com a publicitária Clarice Herzog, com quem tinha dois filhos. Após a morte do marido, além do trauma da perda, ela teve muita dificuldade em explicar aos filhos pequenos o que havia ocorrido com o pai. Corajosa e obstinada, Clarice conseguiu, depois de três anos (1978), que a União fosse responsabilizada judicialmente pela morte de Vlado. Para ela, não foi um consolo saber que sua morte desencadeou a primeira reação popular contra a brutalidade da repressão política do regime.
 "Vlado contribuiria muito mais para a sociedade se estivesse vivo", diz.
Em 15 de março de 2013 a família de Herzog recebeu um novo atestado de óbito, substituindo a definição anterior, "asfixia mecânica por enforcamento", por "lesões e maus tratos".
Em 20 de maio de 2016, após mais de 40 anos do ocorrido e três tentativas anteriores, o Caso Herzog chegou à Corte Interamericana de Direitos Humanos, onde foi julgado em 2018. A CIDH (Comissão Interamericana de Direitos Humanos) da OEA (Organização dos Estados Americanos) condenou o Brasil por crime de lesa-humanidade por não investigar, julgar ou punir os responsáveis pela morte do jornalista Vladimir Herzog, do dia 25 de outubro de 1975.

## Instituto Vladimir Herzog
Em 2009, mais de 30 anos após a morte de Vladimir, surge o Instituto Vladimir Herzog. O Instituto tem três objetivos: organizar todo o material jornalístico sobre a história de Vladimir, como meio de auxílio a estudantes, pesquisadores e outros interessados em sua vida e obra; promover debates sobre o papel do jornalista e também discutir sobre as novas mídias, e, por fim, ser o curador do Prêmio Jornalístico Vladimir Herzog de Anistia e Direitos Humanos.

## Homenagens
O ex-jornalista recebeu diversos tributos póstumos. Entre eles, estão a Praça Vladimir Herzog, localizada no centro da cidade de São Paulo e antes chamada de Praça da Divina Providência. O nome foi alterado para homenagear Vlado no dia 25 de outubro de 2013 (aniversário de 38 anos de seu assassinato), após um encaminhamento da Comissão Nacional da Verdade. Na mesma data, porém no ano de 2016, a praça recebeu uma representação de Herzog em forma de estátua. A obra o retrata olhando para cima e com os braços abertos jogados ao alto; foi feita de bronze e tem mais de 2 metros de altura.
Outra homenagem póstuma feita em memória de Vladimir Herzog foi a do centro acadêmico da Faculdade Cásper Líbero, que carrega o nome do ex-jornalista. O CAVH, da faculdade de comunicação localizada na cidade de São Paulo, batizou seu nome com o de Vlado "para lembrar aos alunos que exercer a profissão com ética é um compromisso com a sociedade".
Outro centro acadêmico que carrega o nome de Vladimir Herzog é o Centro Acadêmico de Jornalismo da Universidade Federal da Paraíba (UFPB). O CAVH, é a entidade representativa dos estudantes de Jornalismo da instituição, carrega esse nome como uma forma de homenagem a Herzog e representa uma reflexão profunda sobre o papel social da profissão: a busca pela verdade, a defesa dos direitos humanos e o compromisso com a liberdade de expressão.
O projeto de Lei (PL) 6.103/2023 da senadora Eliziane Gama (PSD - MA) proposto em dezembro de 2023 busca oficializar 25 de outubro como Dia Nacional da Democracia. A data marca o aniversário do assassinato do jornalista.

## Prêmio Vladimir Herzog
O Prêmio Vladimir Herzog foi instituído em 1978 pelo Sindicato dos Jornalistas Profissionais no Estado de São Paulo, Comitê Brasileiro de Anistia, Comissão Executiva Nacional dos Movimentos de Anistia, Federação Nacional dos Jornalistas (FENAJ), Associação Brasileira de Imprensa - Seção São Paulo (ABI/SP); Comissão de Direitos Humanos da Ordem dos Advogados do Brasil - Seção de São Paulo (OAB/SP), Comissão Justiça e Paz da Arquidiocese de São Paulo e pela Família Herzog. É atribuído desde 1979 a trabalhos jornalísticos voltados à promoção da democracia, da cidadania e dos Direitos Humanos e Sociais. Os ganhadores não recebem qualquer quantia em dinheiro. Segundo o jornalista Sérgio Gomes, Vladimir Herzog é um "símbolo da luta pela democracia, pela liberdade, pela justiça".